# Olallamys edax
Olallamys edax es una especie de roedor de la familia Echimyidae.

## Distribución geográfica
Se encuentra en Colombia y Venezuela. 

## Hábitat
Su hábitat natural son:zonas subtropicales o tropicales húmedas de tierras de baja altitud bosques.

## Estado de conservación
Se encuentra amenazada de extinción por la pérdida de su hábitat natural.